# Rudolf Keller
Rudolf Keller (1925.) je bivši švicarski hokejaš na travi i hokejaš na ledu. 
Na hokejaškom turniru na Olimpijskim igrama 1952. u Londonu je igrao za Švicarsku. Odigrao je tri susreta. Švicarska je ispala u 1. krugu od Austrije. Švicarska je dijelila 5. – 12. mjesto.
Na hokejaškom turniru na Olimpijskim igrama 1956. u Cortini 'Ampezzo je bio dijelom sastava koji je predstavljao Švicarsku, no nije odigrao ni jedan susret. Švicarska je završila na 9. mjestu na ljestvici.

## Vanjske poveznice
- Profil na Sports Reference.com  Arhivirana inačica izvorne stranice od 13. prosinca 2012. (Wayback Machine)